# Taça Brasil de Polo Aquático
A Taça Brasil de Polo Aquático foi uma competição nacional organizada pela Confederação Brasileira de Desportos Aquáticos (CBDA) entre 1985 e 2014 no masculino e entre 2002 e 2015 no feminino.
A competição era a segunda em importância no calendário, atrás da Liga Nacional de Pólo Aquático.
A partir da edição de 2011 a Taça Brasil passou a ser organizada no mês de junho para coincidir com o primeiro mês de férias das ligas europeias. Assim, jogadores dos principais centros podiam vir jogar no Brasil. O regulamento da CBDA permitia apenas a inscrição de dois estrangeiros por equipe.

## Taça Brasil Adulta no Masculino
| Ano  | Campeão          |
| ---- | ---------------- |
| 1985 | Flamengo         |
| 1986 | Flamengo         |
| 1987 | Flamengo         |
| 1988 | Flamengo         |
| 1989 | Paineiras        |
| 1990 | Paineiras        |
| 1991 | Paulistano       |
| 1992 | Pinheiros        |
| 1993 | Flamengo         |
| 1994 | Academia Fórmula |
| 1995 | Botafogo         |
| 1996 | Botafogo         |
| 1997 | Fluminense       |
| 1998 | Fluminense       |
| 1999 | Fluminense       |
| 2000 | Vasco da Gama    |
| 2001 | Fluminense       |
| 2002 | Fluminense       |
| 2003 | Pinheiros        |
| 2004 | Fluminense       |
| 2005 | Pinheiros        |
| 2006 | Fluminense       |
| 2007 | Fluminense       |
| 2008 | Fluminense       |
| 2009 | Fluminense       |
| 2010 | Fluminense       |
| 2011 | Fluminense       |
| 2012 | Fluminense       |
| 2013 | Fluminense       |
| 2014 | Fluminense       |

### Títulos por clubes
| Clube            | Conquistas | Anos dos Títulos                                                                                       |
| ---------------- | ---------- | --- |
| Fluminense       | 15         | 1997 / 1998 / 1999 / 2001 / 2002 / 2004 / 2006 / 2007 / 2008 / 2009 / 2010 / 2011 / 2012 / 2013 / 2014 |
| Flamengo         | 5          | 1985 / 1986 / 1987 / 1988 / 1993                                                                       |
| Pinheiros        | 3          | 1992 / 2003 / 2005                                                                                     |
| Botafogo         | 2          | 1995 / 1996                                                                                            |
| Paineiras        | 2          | 1989 / 1990                                                                                            |
| Vasco da Gama    | 1          | 2000                                                                                                   |
| Paulistano       | 1          | 1991                                                                                                   |
| Academia Fórmula | 1          | 1994                                                                                                   |

### Títulos por estado
- Rio de Janeiro - 21
- São Paulo - 7

## Taça Brasil Adulta no Feminino
| Ano  | Campeão         |
| ---- | --------------- |
| 2002 | Pinheiros       |
| 2003 | Clube Paineiras |
| 2004 | Pinheiros       |
| 2005 | Pinheiros       |
| 2006 | Pinheiros       |
| 2007 | Pinheiros       |
| 2008 | Pinheiros       |
| 2009 | Pinheiros       |
| 2010 | Pinheiros       |
| 2011 | Flamengo        |
| 2012 | Pinheiros       |
| 2013 | Pinheiros       |
| 2014 | Pinheiros       |
| 2015 | Pinheiros       |

### Títulos por clubes
| Clube           | Conquistas | Anos dos Títulos                                                                  |
| --------------- | ---------- | --------------------------------------------------------------------------------- |
| Pinheiros       | 12         | 2002 / 2004 / 2005 / 2006 / 2007 / 2008 / 2009 / 2010 / 2012 / 2013 / 2014 / 2015 |
| Flamengo        | 1          | 2011                                                                              |
| Clube Paineiras | 1          | 2003                                                                              |

### Títulos por estado
- São Paulo - 13
- Rio de Janeiro - 1